# Nnamdi Oduamadi
Nnamdi Chidiebere Oduamadi (* 17. října 1990, Lagos, Nigérie) je nigerijský fotbalový útočník, který naposledy hrál v Albánii za klub KF Tirana.

## Přestupy
- - z AC Milán do KF Tirana zadarmo

## Statistiky
| Sezóna  | Klub                      | Liga                | Liga   | Liga | Ligové poháry | Ligové poháry | Ligové poháry | Kontinentální poháry | Kontinentální poháry | Kontinentální poháry | Celkem | Celkem |
| Sezóna  | Klub                      | Soutěž              | Zápasy | Góly | Soutěž        | Zápasy        | Góly          | Soutěž               | Zápasy               | Góly                 | Zápasy | Góly   |
| ------- | ------------------------- | ------------------- | ------ | ---- | ------------- | ------------- | ------------- | -------------------- | -------------------- | -------------------- | ------ | ------ |
| 2010/11 | AC Milan                  | Serie A             | 1      | 0    | IP            | 0             | 0             | LM                   | 0                    | 0                    | 1      | 0      |
| 2011/12 | Turín FC                  | Serie B             | 11     | 3    | IP            | 0             | 0             | -                    | 0                    | 0                    | 11     | 3      |
| 2012/13 | AS Varese 1910            | Serie B             | 16     | 2    | IP            | 0             | 0             | -                    | 0                    | 0                    | 16     | 2      |
| 2013/14 | Brescia Calcio            | Serie B             | 14     | 0    | IP            | 2             | 1             | -                    | 0                    | 0                    | 16     | 1      |
| 2014    | AS Varese 1910            | Serie B             | 12     | 4    | -             | 0             | 0             | -                    | 0                    | 0                    | 12     | 4      |
| 2014/15 | FC Crotone                | Serie B             | 12     | 1    | IP            | 1             | 0             | -                    | 0                    | 0                    | 13     | 1      |
| 2015    | US Latina Calcio          | Serie B             | 16     | 2    | -             | 0             | 0             | -                    | 0                    | 0                    | 16     | 2      |
| 2015/16 | AC Milán                  | Serie A             | 0      | 0    | IP            | 0             | 0             | -                    | 0                    | 0                    | 0      | 0      |
| 2016    | Helsingin Jalkapalloklubi | Veikkausliiga       | 28     | 7    | FP            | 2             | 0             | EL                   | 4                    | 0                    | 34     | 7      |
| 2017    | AC Milán                  | Serie A             | 0      | 0    | IP            | 0             | 0             | -                    | 0                    | 0                    | 0      | 0      |
| 2017/18 | AC Milán                  | Serie A             | 0      | 0    | IP            | 0             | 0             | -                    | 0                    | 0                    | 0      | 0      |
| 2018/19 | FK Tirana                 | Kategoria Superiore | 11     | 1    | AP            | 2             | 0             | -                    | 0                    | 0                    | 13     | 1      |
| Celkově | Celkově                   | Celkově             | 118    | 19   | -             | 6             | 1             | -                    | 4                    | 0                    | 128    | 20     |

## Úspěchy

### Klubové
- 1× vítěz italské ligy (2010/11)

### Reprezentační
- 1x na Konfederačním poháru (2013)